# بانوی قاتل (فیلم ۲۰۰۳)
بانوی قاتل (به انگلیسی: Lady Jayne: Killer) یک فیلم سینمایی آمریکایی در ژانر هیجان انگیز به کارگردانی مارک ال. لستر است که در سال ۲۰۰۳ منتشر شد. در این فیلم اریکا النیاک ، جولی دو پاژ ، آدام بالدوین ، جیمز رمار و لوئیس ماندیلور بازی می‌کنند.

## بازیگران
- اریکا النیاک در نقش امیلی شاو
- جولی دو پاژ در نقش جین فر
- آدام بالدوین در نقش مارک وینستون
- جیمز رمار در نقش الکس تایلر
- لوئیس ماندیلور در نقش فرانک بیانچی
- جرمی للیوت در نقش کری

## انتشار
این فیلم به صورت فیلم ویدئویی در سال ۲۰۰۳ در ایتالیا ، هلند ، فنلاند ، اسپانیا ، ایالات متحده آمریکا و آلمان به نمایش در آمد.